# Diritti LGBT in Mauritania

I diritti delle persone lesbiche, gay, bisessuali e transgender (LGBT) in Mauritania sono soggetti a restrizioni legali e sociali. L'attività sessuale maschile è punibile con la morte, sebbene non venga effettivamente applicata, mentre l'attività sessuale femminile è punibile con la reclusione.

## Legge sull'attività sessuale tra persone dello stesso sesso
Secondo l'Articolo 308 del Codice Penale del 1983, "Qualsiasi uomo musulmano adulto che commette un atto impudente o innaturale con un individuo del suo stesso sesso dovrà affrontare la pena di morte per lapidazione pubblica".

## Condizioni di vita
Il rapporto sui diritti umani del Dipartimento di Stato degli Stati Uniti del 2011 ha rilevato che "non ci sono stati procedimenti penali durante l'anno: non ci sono state prove di violenza sociale, discriminazione sociale o discriminazione sistematica governativa basata sull'orientamento sessuale e sull'identità di genere, ma non c'erano tutele a salvaguardia delle persone LGBT. "

## Tabella riassuntiva
| Attività e relazioni sessuali legali                         | / (Pena: esecuzione per gli uomini, [non eseguita]; carcere e multe per le donne) |
| Parità dell'età di consenso                                  | No                                                                                |
| Leggi anti-discriminazione sul lavoro                        | No                                                                                |
| Leggi anti-discriminazione nella fornitura di beni e servizi | No                                                                                |
| Leggi anti-discriminazione in tutti gli altri settori        | No                                                                                |
| Matrimonio egualitario                                       | No                                                                                |
| Unione civile                                                | No                                                                                |
| Adozione                                                     | No                                                                                |
| Autorizzazione a prestare servizio nelle forze armate        | No                                                                                |
| Diritto di cambiare legalmente sesso                         | No                                                                                |
| Surrogazione di maternità                                    | No                                                                                |
| Permessa la donazione di sangue per le persone omosessuali   | No                                                                                |